# Trolltjärnen (Nyskoga socken, Värmland)
Trolltjärnen är en sjö i Torsby kommun i Värmland och ingår i Göta älvs huvudavrinningsområde. Sjön är 6 meter djup, har en yta på 0,0613 kvadratkilometer och befinner sig 442,3 meter över havet.

## Delavrinningsområde
Trolltjärnen ingår i det delavrinningsområde (670327-133270) som SMHI kallar för Utloppet av Gräsviggen. Medelhöjden är 419 meter över havet och ytan är 55,31 kvadratkilometer. Det finns ett avrinningsområde uppströms, och räknas det in blir den ackumulerade arean 88,11 kvadratkilometer. Viggan som avvattnar avrinningsområdet har biflödesordning 4, vilket innebär att vattnet flödar genom totalt 4 vattendrag innan det når havet efter 394 kilometer. Avrinningsområdet består mestadels av skog (80 procent). Avrinningsområdet har 2,29 kvadratkilometer vattenytor vilket ger det en sjöprocent på 4,1 procent.